# 행주

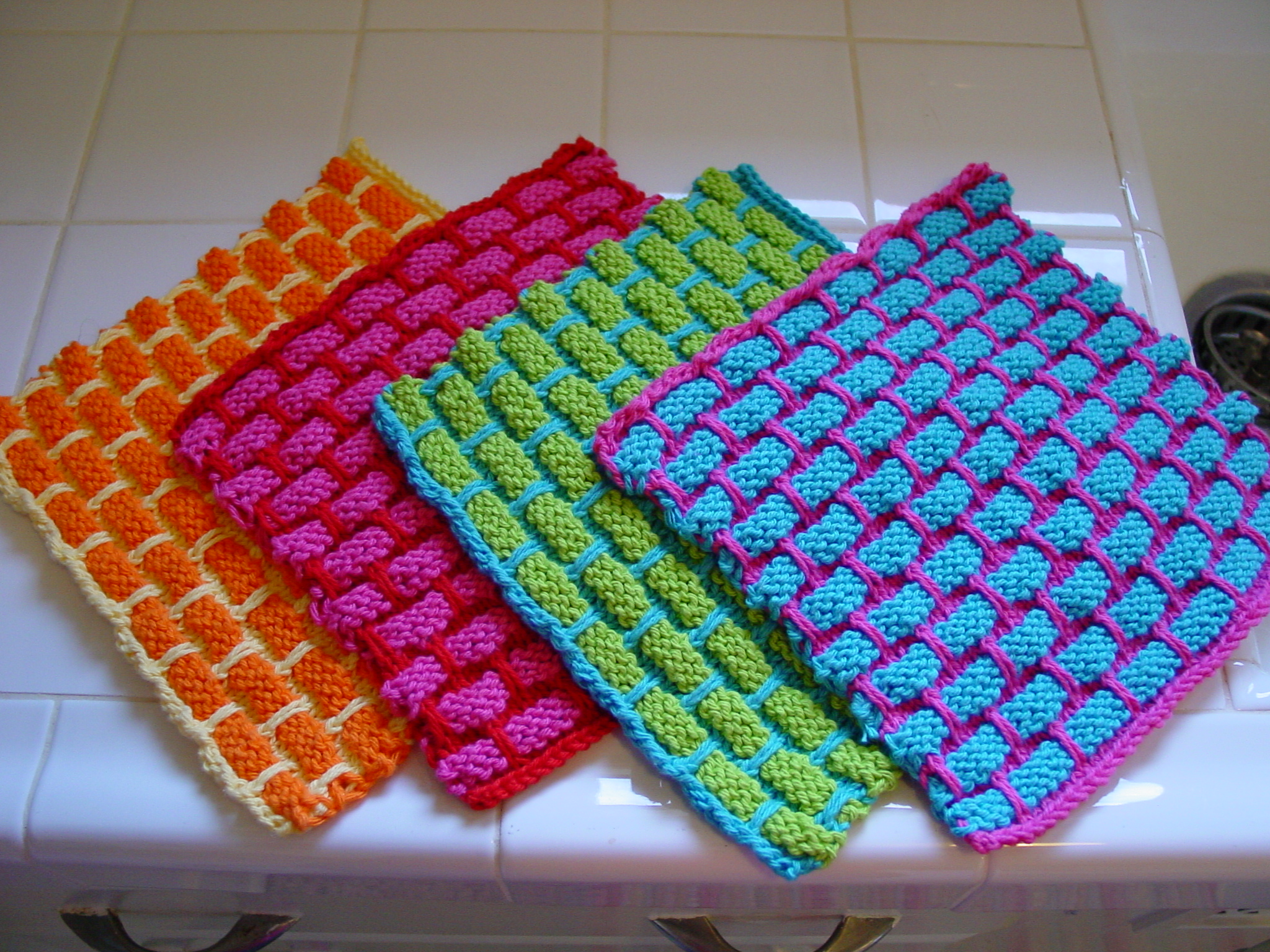
실질적인 행주의 원래 모습.

행주는 그릇 따위를 깨끗하게 씻거나 훔치(먼지를 닦다)는 데 쓰는 헝겊이다. 주로 식탁이나 책상, 부엌의 선반, 찬장 따위를 위주로 닦는다.
크기는 보통이 35×45 cm, 대형은 42×71 cm 정도이다. 색상은 흰색이 대부분이나, 요즘은 초록색이나 노란색 그리고 분홍색, 보라색 등과 같은 색에 간단한 줄무늬, 체크무늬, 꽃무늬, 민무늬 등도 쓰인다.

## 전자레인지 소독
행주는 종종 젖은 상태로 방치되어 박테리아의 온상이 된다. 부엌 싱크대는 음식을 청소하는 데 사용되기 때문에 행주는 대장균과 살모넬라균에 일상적으로 감염된다. 2007년 환경건강저널(Journal of Environmental Health)의 연구에 따르면 젖은 행주(또는 스펀지)를 전자레인지에 2분 동안 넣으면 살아있는 병원균의 99%가 죽는 것으로 나타났다. 그러나 소방서는 특히 행주나 스펀지가 충분히 젖지 않은 경우 화재 위험이 있으므로 그렇게 하지 말라고 사람들에게 경고했다. 사람들이 연구에서 얻은 조언을 따른 결과로 여러 건의 작은 화재가 발생했다.

## 같이 보기
- 수세미